# Kensaleyre
Kensaleyre (Schots-Gaelisch: Ceann Sàil Eighre) is een dorp op het eiland Skye in de Schotse lieutenancy Ross and Cromarty in het raadsgebied Highland.